# Waldemar Weber
Waldemar Weber (* 24. September 1944 in Sarbala, Oblast Kemerowo, Russische SFSR) ist ein russisch-deutscher Schriftsteller, Übersetzer und Verleger.

## Biographie
Waldemar Weber wurde als Sohn russlanddeutscher Eltern geboren und studierte 1962 bis 1968 in Moskau Germanistik und Slawistik.
Von 1990 bis 1992 war er Dozent an der Gorki-Literaturhochschule für angehende Literaten, Leitung des Seminars für Poetik und literarische Übersetzung, anschließend war er von 1992 bis 1994 Gastprofessor an der Karl-Franzens-Universität Graz und Leopold-Franzens-Universität Innsbruck. 1995/96 war er Gastprofessor an den Universitäten Wien und Innsbruck, anschließend bis 1998 Chefredakteur der zweisprachigen „Deutsch-Russischen Zeitung“ München. Beteiligung an wissenschaftlichen Projekten der Mannheimer Universität und des Kriegsfolgeninstituts in Graz.
1999 bis 2004 hatte er Lehraufträge an der Universität Passau, 2000 gründete er den „Waldemar-Weber-Verlag“. Er schreibt Lyrik, Prosa und Essays in russischen, österreichischen, deutschen Periodika in russischer und deutscher Sprache.
Weber lebt gegenwärtig in Augsburg.

## Werk
Er ist Autor von vier Büchern auf Deutsch und Russisch:
- Tränen sind Linsen (Lyrik und Essays)
- Teni na obojach (Lyrik und Nachdichtungen aus dem Deutschen)
- Tscherepki (Lyrik und Kleinprosa in russischer Sprache)
- Scherben. Gedichte (Lyrik) Verlag an der Wertach, Augsburg.

Er war zudem Herausgeber und Übersetzer westeuropäischer, vorwiegend deutscher und holländischer Lyrik und Prosa ins Russische, unter anderem von H.C. Artmann, Gottfried August Bürger, Wilhelm Busch, Gottfried Benn, Bert Brecht, Ingeborg Bachmann, Matthias Claudius, Joseph von Eichendorff, E.Ehrenstein, Günter Eich, Paul Fleming, Walter Helmut Fritz, Andreas Gryphius, Johann Christian Günther, Johann Wolfgang von Goethe, Franz Grillparzer, Yvan Goll, Johann Gottfried von Herder, Heinrich Heine, Hugo von Hofmannsthal, Gerhart Hauptmann, Ricarda Huch, Arno Holz, Gertrud Kolmar, Karl Krolow, Marie-Luise Kaschnitz, Günter Kunert, Friedrich von Logau, Gotthold Ephraim Lessing, Georg Christoph Lichtenberg, Christoph Meckel, Friederike Mayröcker, Novalis, Martin Opitz, Christian Friedrich Daniel Schubart, Richard Pietraß, Friedrich Wilhelm Joseph Schelling, Nelly Sachs, Wolfdietrich Schnurre, Georg Trakl und Ludwig Uhland.
Publikationen auf Deutsch in Deutschland, Österreich, Rumänien, Luxemburg, Belgien:
- Neue Literatur (Bucharest)
- Kulturpolitische Korrespondenz (Bonn)
- Decision (Hamburg)
- Salz (Salzburg)
- Lichtungen (Graz)
- Les Cahiers Luxembourgeois (Luxemburg)
- Krautgarten (Neundorf, Belgien)
- Lose Blätter (Berlin)
- Fliegende Blätter (Schweinfurt)
- Dulzinea (Fulda)
- NDL, Neue Deutsche Literatur (Berlin)

Die letzte Veröffentlichung auf Deutsch war Warenmuster. Sammlung zeitgenössischer Poesie.

## Auszeichnungen
- Literaturpreis des Großherzogtums Luxemburg 1993
- Liechtenstein PEN-Preis für deutsche Lyrik 2002
- Erster Allrussischer und Internationaler Anatolij Mackowski-Preis für russische Prosa und Lyrik 2002

## Bibliographie
- Claus Stephani: Diasporaliteratur und ihre Wirksamkeit. Gespräch mit dem sowjetdeutschen Schriftsteller Waldemar Weber in Moskau. In: Neue Literatur (Bukarest), 39/5, 1988, S. 52–59.